# Odilo Klasen
Odilo Klasen (* 1959 in Moers am Niederrhein) ist ein deutscher Kirchenmusiker, Organist und Komponist.

## Leben
Klasen ist katholischer Regionalkantor für Düsseldorf mit den  Dekanaten D-Benrath, D-Süd, D-Nord, D-Mitte/Heerdt und D-Ost sowie Seelsorgebereichsmusiker an den Kirchen St. Franziskus Xaverius (Orgel Klais 1970/2000, IV/P 60 Reg.), Zum Heiligen Kreuz und St. Josef (Klais 1930–1975, IV/P, 64 Reg.). Seine Lehrer waren der Straube- und Raminschüler Konrad Voppel (Duisburg), Viktor Lukas und Rudolf Ewerhart (Köln) und Franz Lehrndorfer (München), bei dem er sein Meisterdiplom Orgel ablegte. Kurse bei Daniel Roth und Harald Vogel erweiterten das Spektrum hin zur französischen Orgelmusik und in der Interpretation des norddeutschen Repertoires. 
Orgelkonzerte führten ihn in verschiedene Dome Deutschlands und ins europäische Umland, 1990 wurde er zur Teilnahme am Orgelwettbewerb in Chartres ausgewählt.
Er betreut bzw. begründete mehrere Konzertreihen: Den jährlichen Zyklus „Winterliche Orgelkonzerte“ in den Kirchen Düsseldorfs, „Bach beflügelt“ (maxhaus Düsseldorf), „Düsseldorfer Nachtmusiken“, „Die roten Zwanziger“  (2006, in der Tonhalle Düsseldorf und weiteren Kirchen und Gebäuden der zwanziger Jahre). 
Alte Musik beschäftigte ihn in Wien und Österreich: er war  Cembalist und Korrepetitor bei den Wiener Bachsolisten und  dirigierte Opern bei Festspielen im Donauraum. 
2007 erhielt Klasen ein Kompositionsstipendium der Stadt Düsseldorf für den oratorischen Psalm XXX „Auf Weltzeit wanke ich nie“ (dt. Text Martin Buber).
Er promovierte 2014 mit der Arbeit „Oskar Gottlieb Blarr. Komponist und Kantor in Düsseldorf nach 1960“.

## Tonaufnahmen (Auszug)
- Orgelkonzert im Stift Herzogenburg/A, ORF
- Giacinto Scelsi, Hymnos (UA), Pfaht, Philharmonie Köln, RSO, WDR
- Johann Sebastian Bach, 5. Brandenburgisches Konzert, kammerensemble cologne
- Carl Sattler, 2. Sonate, Charles-Marie Widor, 2. Symphonie, St. Lambertus, Düsseldorf

## Werke (in Auswahl)

### Instrumental- und Gesangskompositionen
- Streichquartett (UA Duisburg 1980)
- Zwei Lieder für Bass, Va, Kl, Fg, Git (UA Duisburg 1981)
- „Reigentanz“ nach dem Abendmahlshymnus der Johannesakten für Solostimmen, Sprecher und Instr. (UA Düsseldorf 1991)
- „Tafelmusik“, für Fl, Kl, Vl, Klv, Perc und zwei Darsteller (UA Bergische Biennale Remscheid 1995)
- Trio 3-2-1 „für Kroatien“ f. Vl, Vc, präp. Klv (UA Zagreb/HR 1997)
- „L-a-c“ für Kl, Vc, Klv  (UA Komponistenfestival Palma/E 2000)
- “Ein Fenster”  für Stimme, Harfe + Instr., Auftragskomposition der Johanneskirche zur Ausstellung von Mischa Kuball (UA Johanneskirche (Düsseldorf) 2001)
- „En archä“, der Prolog des Johannesevangeliums für Alt, Vl, Kl, Org (UA Düsseldorf 2005)
- Concertino für Harfe und Streichorchester (UA Düsseldorf 2006)
- "Toccatina alla batalla" für Orgel (UA Köln, Dom (Winfried Bönig) 2007)
- Ps. XXX “Auf Weltzeit wanke ich nie” f. Soli, Chor, Orchester (Stipendium der Stadt Düsseldorf, UA Düsseldorf 2007)
- „in paradisum“ für Orgel, Bariton und Schlagwerk (UA Düsseldorf 2008)

### Bühnenwerke
- „Judit“ musicopera f. Soli, Chor, Instr (UA Düsseldorf 2000)
- „marien magdalena“, musicopera f. Soli, Chor, und Instr. (gefördert durch den Fonds Neue Musik des Erzbistums Köln, UA Düsseldorf 2002)

### Elektronik
- „wir rufen  40 Tage lang“, 40-tägige interaktive Klanginstallation vor Bachs Matthäus-Passion zu Bau und Geschichte der Antoniuskirche, Auftrag der Antoniuskirche Wuppertal, Wuppertal 2004
- „Schöpfung“, 28-tägige Klanginstallation zu Haydns Die Schöpfung, Düsseldorf 2005
- „maxhaus“, Raumklanginstallation über fünf Ebenen und Räume im katholischen Stadthaus, Düsseldorf 2008